# Cyperus floribundus
Cyperus floribundus là loài thực vật có hoa trong họ Cói. Loài này được (Kük.) R.Carter & S.D.Jones mô tả khoa học đầu tiên năm 1997.